# 괴산 삼방리 마애여래좌상
괴산 삼방리 마애여래좌상(槐山 三訪里 磨崖如來坐像)은 충청북도 괴산군 불정면 삼방리에 있는 고려 시대의 마애불 좌상이다.

## 사진

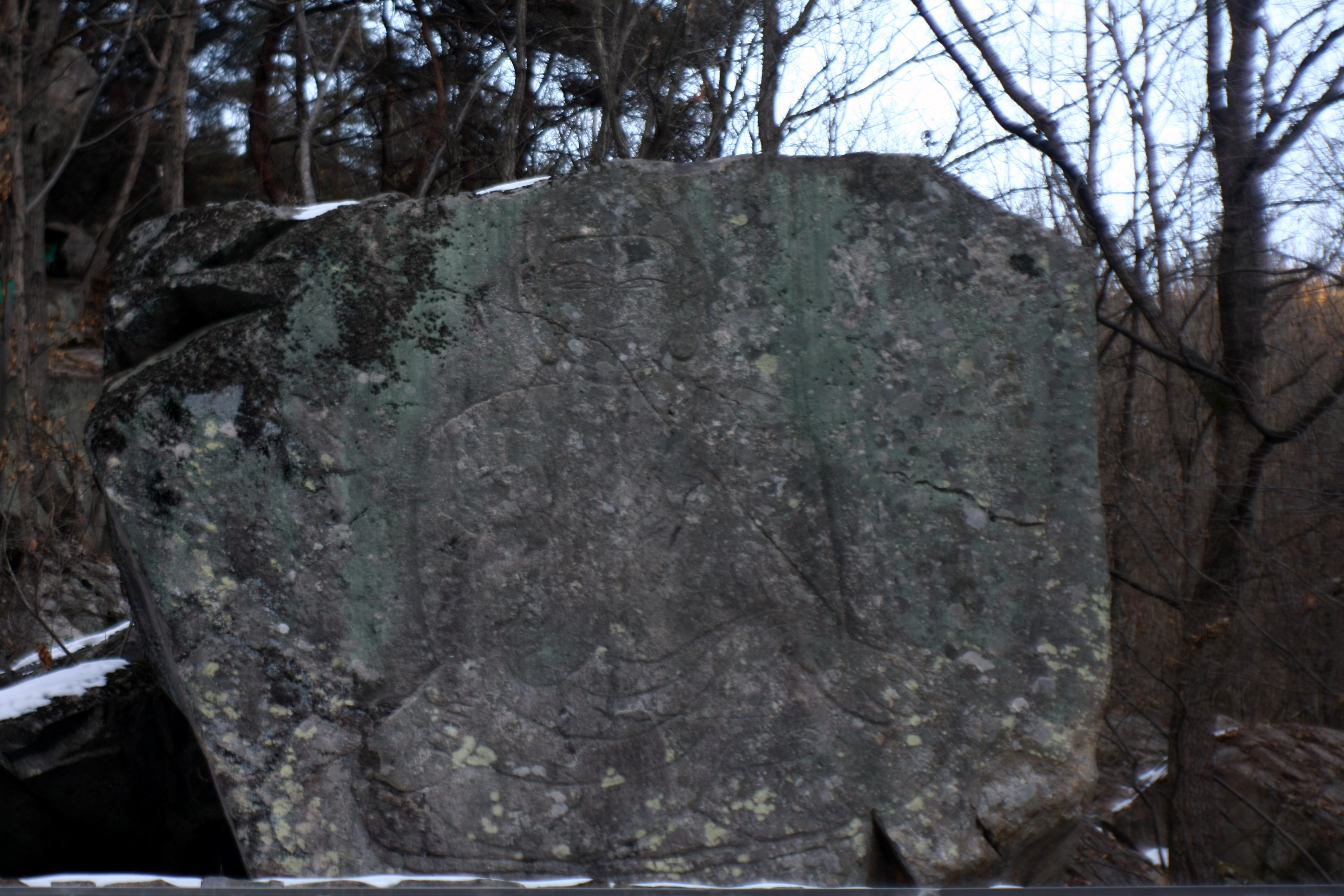
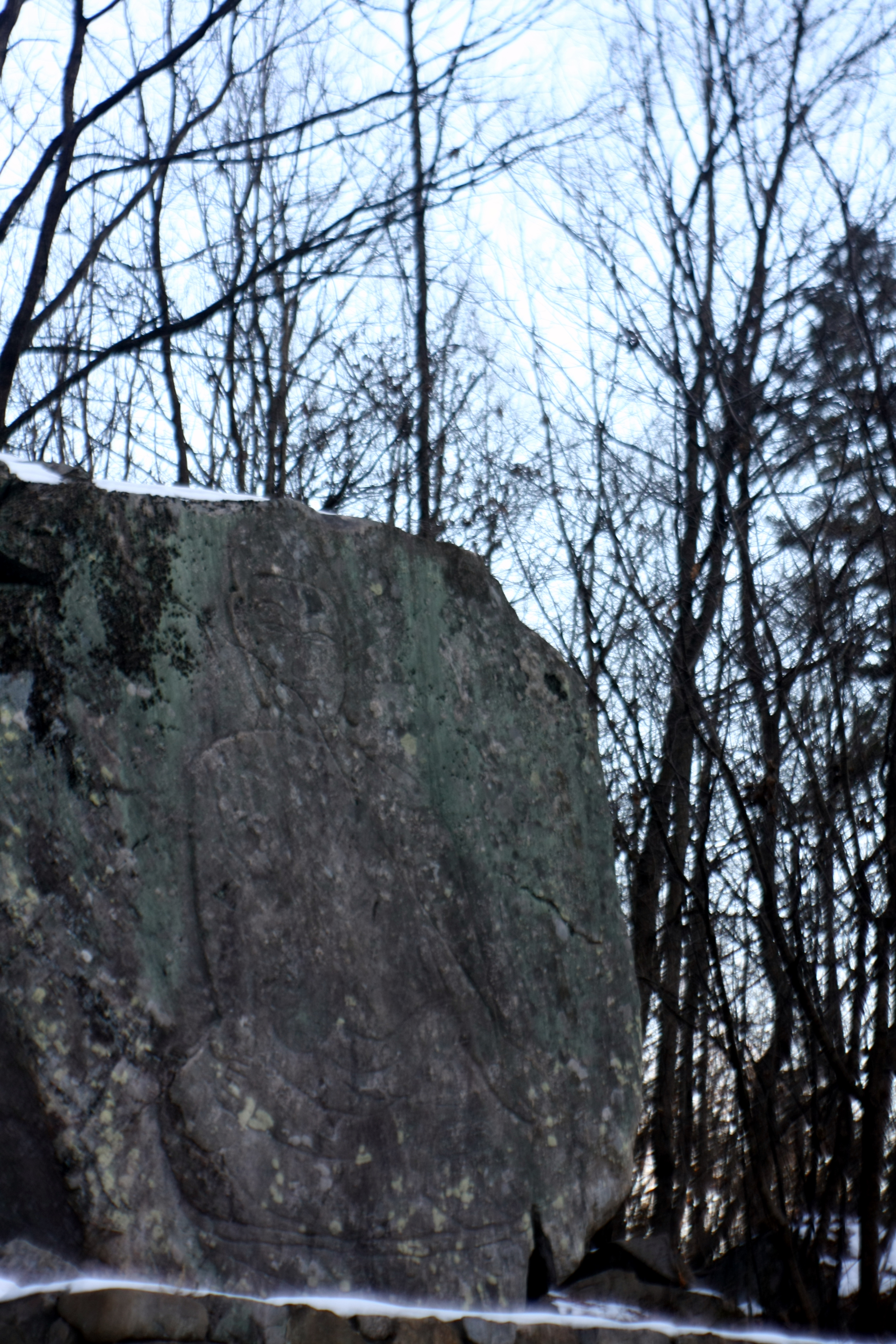